# Cuerva (Toledo)
Cuerva ist ein Dorf und eine zentralspanische Gemeinde (municipio) mit 1.260 Einwohnern (Stand: 2024) in der Provinz Toledo in der Autonomen Gemeinschaft Kastilien-La Mancha.

## Lage
Cuerva liegt etwa 28 Kilometer südwestlich von Toledo in der historischen Provinz La Mancha in einer Höhe von ca. 715 m.
Das Klima im Winter ist rau, im Sommer dagegen trocken und warm; der Regen (ca. 506 mm/Jahr) fällt überwiegend in den Wintermonaten.

## Bevölkerungsentwicklung
| Jahr      | 1970 | 1981 | 1991 | 2001 | 2011 | 2021 |
| Einwohner | 1378 | 1244 | 1248 | 1297 | 1605 | 1277 |

## Sehenswürdigkeiten

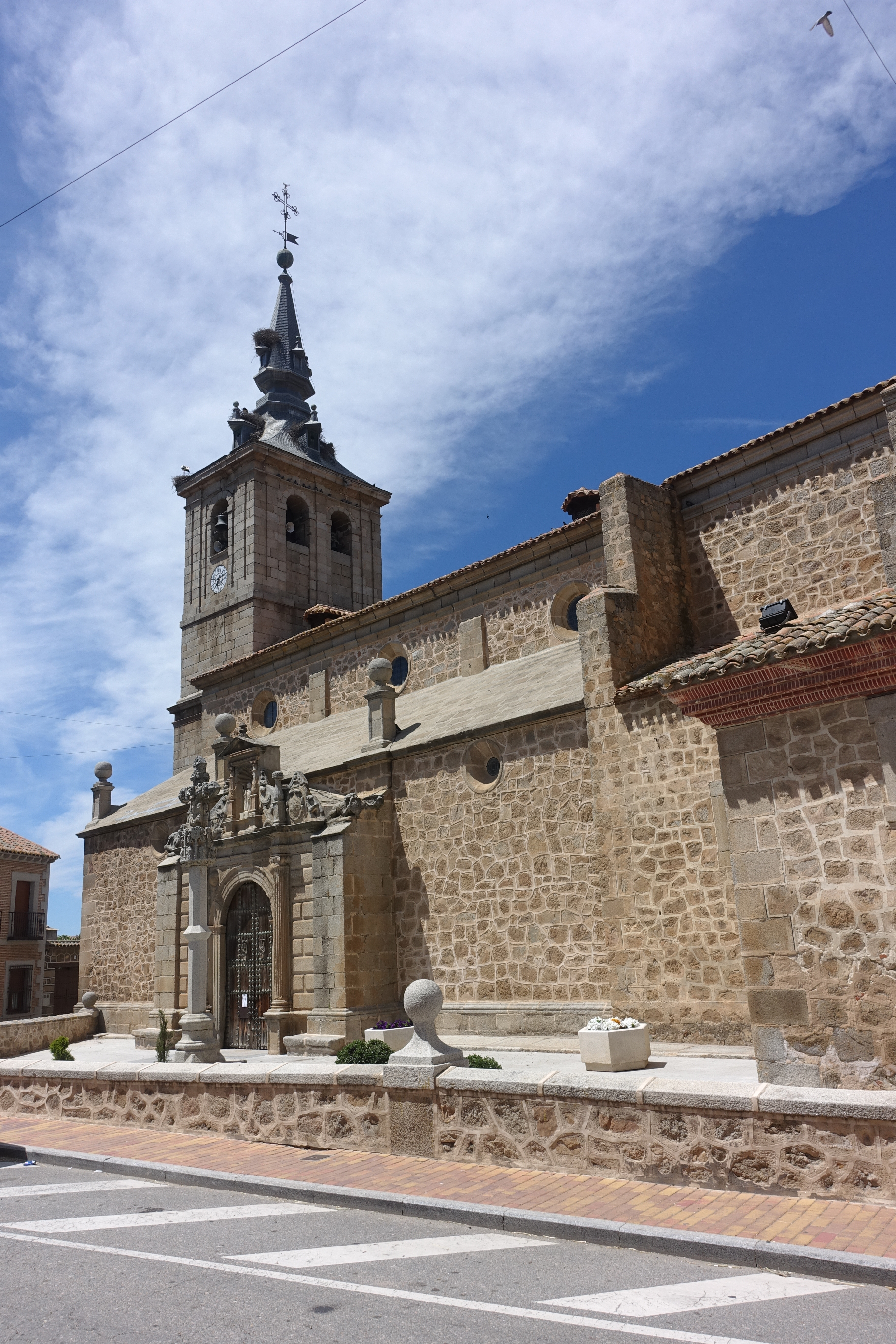
Jakobskirche
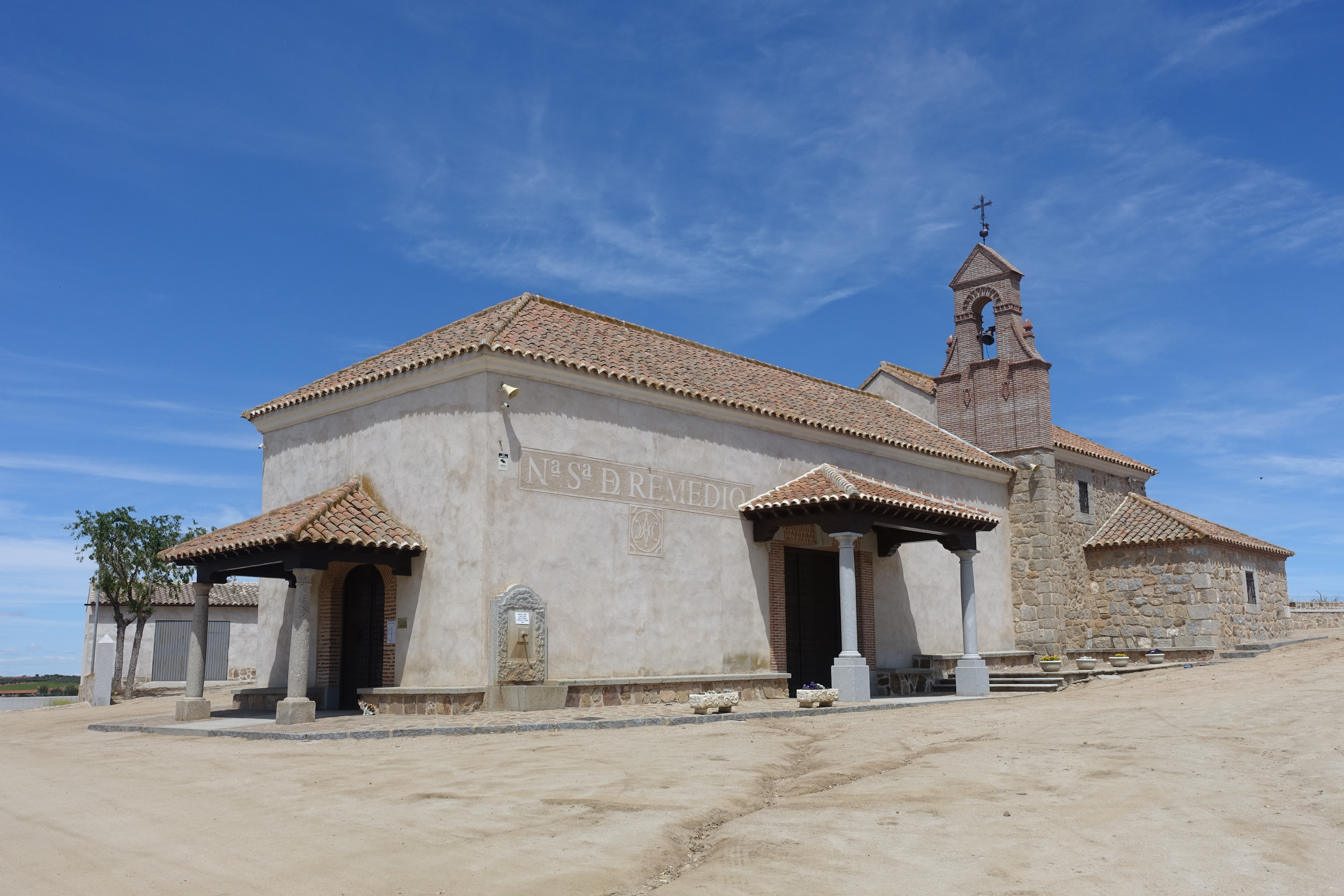
Marienkapelle
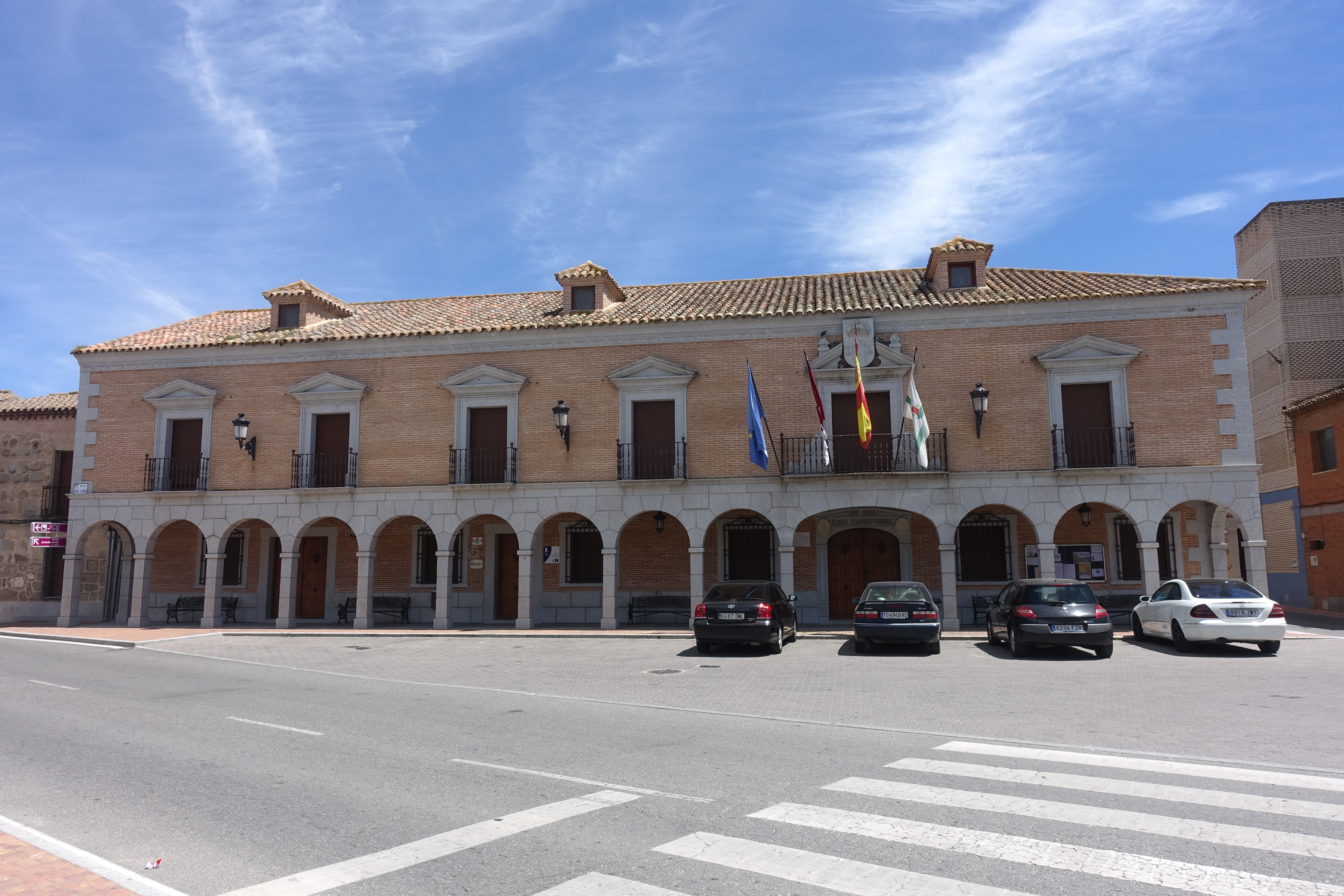
Rathaus

- Jakobskirche
- Marienkapelle
- Rathaus

## Persönlichkeiten
- Eugenio Gerardo Lobo (1679–1750), Dichter, Soldat und Gouverneur von Barcelona (1746–1750)